# 开伞器
开伞器，开伞器是一种打开降落伞的装置，分为机械式和电子式。是一种短时段延时控制机构，并且可以实现高度控制。可用于空投和驾驶员救生。将开伞器装在空投的人或物体的伞包上，脱离飞机后，开伞器可以控制在经过一定时间和达到一定高度时，自动将伞包打开。

## 机械式开伞器
机械式开伞器主要通过机械压力检测来进行开伞装置的释放，以打开降落伞。在使用前，需要通过拉或其他方式预先使开伞器处于待释放状态。开伞器一般还具备延时装置，以避免离开飞机即开伞产生事故。正常情况下，开伞器和伞包等离开飞机后，即开始检测压力，离地面越高，气压越小、温度越低，且基本呈线性或可补偿得到较准确的高度，通过检测到的压力变化来判断所处的高度。开伞器还需具备温度补偿功能，以适应在全球各地不同环境下使用。开伞器可设置在距离地面一定高度开伞。

## 电子开伞器
电子开伞器和机械式开伞器不同，其主要有压力传感器、温度传感器、MCU处理电路、液晶显示、轻触按键、一次性锂电池、雷管等构成。通过压力传感器采集压力的变化检测高度，通过温度传感器采集温度的变化来进行高度补偿，可预先设置距离地面一定高度开伞。人或物携带开伞器及伞包脱离飞机后，如达到距离地面预设高度，且满足开伞条件时，MCU输出电信号触发雷管切割伞绳，打开伞包，完成开伞动作。电子开伞器也可设置其他工作模式，应用范围更广。